# (20308) 1998 FP109
A (20308) 1998 FP109 a Naprendszer kisbolygóövében található aszteroida. A LINEAR projekt keretében fedezték fel 1998. március 31-én.